# زاغی نوک‌سیاه
زاغی نوک‌سیاه (نام علمی: Pica hudsonia) نام یک گونه از سرده کشکرک است.